# Donna Magnani
Donna Magnani (* in San Gabriel Valley, Kalifornien) ist eine US-amerikanische Theater- und Filmschauspielerin, Filmschaffende, Tänzerin und Choreografin.

## Leben
Magnani wurde als jüngstes von insgesamt sechs Kindern als Tochter von Frank Joseph Magnani und Carmela Mary Magnani (geb. Convertino) geboren. Sie sammelte erste Erfahrungen als Schauspielerin auf der Bühne des Schultheaters der Bishop Amat Memorial High School in La Puente, die sie von 1976 bis 1980 besuchte. Anschließend bis 1984 besuchte sie das Joe Tremaine Dance Scholarship. Sie war gut zwei Jahrzehnte lang als professionelle Tänzerin bei der Fame Performing Arts tätig. Sie arbeitete als Choreografin und Tanzlehrerin an verschiedenen Theatern oder Hochschulen. Magnani ist Mutter einer Tochter. Von 2013 bis 2014 studierte sie Psychologie am Saddleback College, von 2017 bis 2019 studierte sie Freie Künste am Saint Mary’s College of California.
Sie debütierte 1988 im Film Die letzte Versuchung Christi als Filmschauspielerin. Sie übernahm die Rolle der Mariska in der Miniserie Zurück in die Vergangenheit. Weitere Filmrollen hatte sie 1995 in Digital Man und Mörderische Fantasien, im selben Jahr war sie in der Pilotfolge der Fernsehserie The Home Court zu sehen. Zuletzt war sie 2001 in den Fernsehfilmen Torus – Das Geheimnis aus einer anderen Welt und Lost Voyage – Das Geisterschiff als Filmschauspielerin zu sehen. 2019 erschien der Kurzfilm Accused, für den sie für das Drehbuch, die Produktion und Regie zuständig war. Er wurde am 18. August 2019 im Rahmen des 48 Hour Film Project uraufgeführt.

## Filmografie

### Schauspiel
- 1988: Die letzte Versuchung Christi (The Last Temptation of Christ)
- 1989: Prime Suspect
- 1991: Straße zum Glück (29th Street)
- 1992: Zurück in die Vergangenheit (Quantum Leap) (Miniserie, 2 Episoden)
- 1995: Digital Man
- 1995: The Home Court (Fernsehserie, Episode 1x01)
- 1995: Mörderische Fantasien (Finding Interest)
- 2001: Torus – Das Geheimnis aus einer anderen Welt (Epoch) (Fernsehfilm)
- 2001: Lost Voyage – Das Geisterschiff (Lost Voyage) (Fernsehfilm)

### Filmschaffende
- 2019: Accused (Kurzfilm) (Drehbuch, Produktion, Regie)